# Premio Shamus
Il premio Shamus (Shamus Award) è un premio letterario assegnato annualmente, a partire dal 1982, dall'associazione Private Eye Writers of America (PWA) in riconoscimento delle opere di letteratura gialla incentrate su detective privati (private eye).
Più precisamente, sono candidabili al premio quelle opere in cui il protagonista è una persona pagata per il lavoro investigativo, ma non è impiegata da un ente governativo per svolgere questo lavoro. Sono inclusi i tradizionali investigatori privati con licenza, avvocati e giornalisti che svolgono di persona le proprie investigazioni; altri che svolgano funzioni di agenti privati a pagamento. Non sono inclusi ufficiali delle forze dell'ordine e altri agenti governativi, né investigatori dilettanti o non retribuiti («Eligible works must feature as a main character a person paid for investigative work but not employed for that work by a unit of government. These include traditionally licensed private investigators; lawyers and reporters who do their own investigations; and others who function as hired private agents. These do not include law enforcement officers, other government employees or amateur, uncompensated sleuths.»).
Il premio è assegnato abitualmente nel corso dell'annuale convention di letteratura gialla Bouchercon.

## Categorie
Il premio è attualmente assegnato nelle seguenti categorie:
- Miglior romanzo in edizione rilegata (Best Hardcover Novel): miglior romanzo pubblicato in edizione rilegata, il cui autore non sia un esordiente.
- Miglior opera prima (Best First Novel): miglior romanzo, in edizione rilegata o tascabile, il cui autore sia alla prima pubblicazione.
- Miglior romanzo tascabile originale: miglior romanzo pubblicato direttamente in edizione tascabile, il cui autore non sia un esordiente.
- Miglior racconto (Best Short Story): miglior racconto al di sotto delle 20.000 parole, alla prima pubblicazione, non ripubblicato in riviste, antologie o raccolte.
- Premio alla carriera (The Eye - Lifetime Achievement Award)

## Albo d'oro
I vincitori sono indicati in grassetto. A seguire la short-list dei nominati. Tra parentesi, il nome dell'investigatore protagonista del romanzo.

### Anni 1982-1989
- 1982
  - Miglior romanzo in edizione rilegata: Hoodwink di Bill Pronzini (Nameless)
    - Una pista fredda per Matt (A Stab in the Dark) di Lawrence Block (Matt Scudder)
    - 30 for a Harry di Richard Hoyt (John Denson)
    - Hard Trade di Arthur Lyons (Jake Asch)
    - Primi giorni d'autunno (Early Autumn) di Robert B. Parker (Spenser)

  - Miglior romanzo tascabile originale: California Thriller di Max Byrd (Mike Haller)
    - Carpenter, Detective di Hamilton T. Caine (Ace Carpenter)
    - Prega detective (Brown's Requiem) di James Ellroy (Fritz Brown)
    - The Old Dick di L.A. Morse (Jake Spanner)
    - Murder in the Wind di George Ogan (Johnny Bordelon)

  - Premio alla carriera: Ross Macdonald
- 1983
  - Miglior romanzo in edizione rilegata: Mille modi di morire (Eight Million Ways to Die) di Lawrence Block (Matt Scudder)
    - A come alibi (A is for Alibi) di Sue Grafton (Kinsey Millhone)
    - Gravedigger di Joseph Hansen (David Brandstetter)
    - A Piece of the Silence di Jack Livingston (Joe Binney)
    - L'innocenza secondo Spenser (Ceremony) di Robert B. Parker (Spenser)

  - Miglior romanzo tascabile originale: The Cana Diversion di William Campbell Gault
    - Nevsky's Return di Dimitri Gat (Yuri Nevsky)
    - Pieces of Death di Jack Lynch (Peter Bragg)
    - Smoked Out di Warren Murphy (Julian "Digger" Burroughs)

  - Premio alla carriera: Mickey Spillane
- 1984
  - Miglior romanzo in edizione rilegata: True Detective di Max Allan Collins (Nate Heller)
    - Dalla parte sbagliata (Dancing Bear) di James Crumley (Milo Milodragovitch)
    - The Glass Highway di Loren D. Estleman (Amos Walker)
    - The Dark Fantastic di Stanley Ellin
    - The Widening Gyre di Robert B. Parker (Spenser)

  - Miglior romanzo tascabile originale: Dead in Centerfield di Paul Engelman (Mark Renzler)
    - Finders Weepers di Max Byrd (Mike Haller)
    - Death And The Single Girl di Elliot Lewis (Fred Bennett)
    - Trace di Warren Murphy (Devlin "Trace" Tracy)
    - The Steinway Collection di Robert J. Randisi (Miles Jacoby)

  - Premio alla carriera: William Campbell Gault
- 1985
  - Miglior romanzo in edizione rilegata: Sugartown di Loren D. Estleman (Amos Walker)
    - True Crime di Max Allan Collins (Nate Heller)
    - Die Again, Macready di Jack Livingston
    - Nightlines di John Lutz (Alo Nudger)
    - Full Contact di Robert J. Randisi (Miles Jacoby)

  - Miglior romanzo tascabile originale: Ceiling of Hell di Warren Murphy
    - Squeeze Play di Paul Benjamin
    - San Quentin di Jack Lynch
    - Trace and 47 Miles of Rope di Warren Murphy
    - All'ultimo respiro (The Man Who Risked His Partner) di Reed Stephens

  - Miglior opera prima: A Creative Kind of Killer di Jack Early
    - Blunt Darts di Jeremiah Healy (John Francis Cuddy)
    - The Nebraska Quotient di William J. Reynolds

  - Premio alla carriera: Howard Browne
- 1986
  - Miglior romanzo in edizione rilegata: B come bugiardo (B is for Burglar) di Sue Grafton (Kinsey Millhone)
    - The Naked Liar di Harold Adams
    - Hardball di Doug Hornig
    - A Catskill Eagle di Robert B. Parker (Spenser)
    - Ombre sul passato (Bones) di Bill Pronzini (Nameless)

  - Miglior romanzo tascabile originale: Poverty Bay (romanzo) di Earl Emerson (Thomas Black)
    - The Rainy City di Earl Emerson (Thomas Black)
    - Caccia al morto (The Kill) di Douglas Heyes
    - Trace: Pigs Get Fat di Warren Murphy (Devlin "Trace" Tracy)
    - Blue Heron di Philip Ross

  - Miglior opera prima: Hardcover di Wayne Warga
    - New, Improved Murder di Ed Gorman (Jack Dwyer)
    - Giorni da cane (Sleeping Dog) di Dick Lochte
    - Embrace the Wolf di Benjamin Schutz (Leo Haggerty)
    - Oltraggio (Flood) di Andrew Vachss (Burke)

  - Premio alla carriera: Richard S. Prather
- 1987
  - Miglior romanzo in edizione rilegata: The Staked Goat di Jeremiah Healy (John Francis Cuddy)
    - L'ultimo grido (When the Sacred Ginmill Closes) di Lawrence Block (Matt Scudder)
    - In La-La Land We Trust di Robert Campbell
    - The Million Dollar Wound di Max Allan Collins (Nate Heller)
    - C come cadavere (C is for Corpse) di Sue Grafton (Kinsey Millhone)

  - Miglior romanzo tascabile originale: The Back Door Man di Rob Kantner (Ben Perkins)
    - Melting Point di Kenn Davis
    - Nervous Laughter di Earl Emerson (Thomas Black)
    - Dark Fields di T.J. MacGregor
    - Trace: Too Old a Cat di Warren Murphy (Devlin "Trace" Tracy)

  - Miglior opera prima: Jersey Tomatoes di J.W. Rider
    - No One Rides for Free di Larry Beinhart
    - Alta stagione (Tourist Season) di Carl Hiaasen

  - Premio alla carriera: Bill Pronzini
- 1988
  - Miglior romanzo in edizione rilegata: A Tax in Blood di Benjamin Schutz (Leo Haggerty)
    - Lady Yesterday di Loren D. Estleman (Amos Walker)
    - Morire d'amore (Ride the Lightning) di John Lutz (Alo Nudger)
    - Folle intrigo (A Trouble of Fools) di Linda Barnes
    - The Autumn Dead di Ed Gorman (Jack Dwyer)

  - Miglior romanzo tascabile originale: Wild Night di L.J. Washburn
    - Corrida a Los Angeles (The Monkey's Raincoat) di Robert Crais (Elvis Cole)
    - Snake Eyes di Gaylord Dold (Mitch Roberts)
    - Recount di David Everson (Robert Miles)
    - Madelaine di Joseph Louis

  - Miglior opera prima: Death on the Rocks di Michael Allegretto
    - The House Of Blue Lights di Robert Bowman
    - Shawnee Alley Fire di John Douglas
    - Detective di Parnell Hall (Stanley Hastings)
    - Scritto col sangue (An Infinite Number of Monkeys) di Les Roberts (Saxon)

  - Premio alla carriera: Dennis Lynds, Wade Miller
- 1989
  - Miglior romanzo in edizione rilegata: Kiss di John Lutz
    - Neon Mirage di Max Allan Collins (Nate Heller)
    - Deviant Behavior di Earl Emerson (Thomas Black)
    - Volo d'angelo (Swan Dive) di Jeremiah Healy (John Francis Cuddy)
    - Blood Shot di Sara Paretsky

  - Miglior romanzo tascabile originale: Dirty Work di Rob Kantner (Ben Perkins)
    - The Last Private Eye di John Birkett
    - Bonepile di Gaylord Dold (Mitch Roberts)
    - Rebound di David Everson (Robert Miles)
    - The Crystal Blue Persuasion di W. R. Philbrick

  - Miglior opera prima: Fear of the Dark di Gar Anthony Haywood (Aaron Gunner)
    - Lost Daughter di Michael Cormany
    - La stagione del fuoco (Burning Season) di Wayne D. Dundee (Joe Hannibal)
    - Wall of Glass di Walter Satterthwait (Joshua Croft)
    - Slow Dance in Autumn di Philip Lee Williams

  - Premio alla carriera: non assegnato

### Anni 1990-1999
- 1990
  - Miglior romanzo in edizione rilegata: Extenuating Circumstances di Jonathan Valin (Harry Stoner)
    - Lo sconveniente odore della morte (Out on the Cutting Edge) di Lawrence Block (Matt Scudder)
    - The Skintight Shroud di Wayne Dundee (Joe Hannibal)
    - The Shape of Dread di Marcia Muller (Sharon McCone)
    - L'uomo che uccide (The Killing Man) di Mickey Spillane (Mike Hammer)

  - Miglior romanzo tascabile originale: Hell's Only Half Full di Rob Kantner (Ben Perkins)
    - Muscle and Blood di Gaylord Dold (Mitch Roberts)
    - Behind the Fac di Richard Hilary
    - Tough Enough di W. R. Philbrick
    - A Collector of Photographs di Deborah Valentine

  - Miglior opera prima: Katwalk di Karen Kijewski (Kat Colorado)
    - Medicine Dog di Geoff Peterson
    - Cold Night di Al Sarrantonio
    - Rock Critic Murders di Jesse Sublett

  - Premio alla carriera: non assegnato
- 1991
  - Miglior romanzo in edizione rilegata: G come guai (G is for Gumshoe) di Sue Grafton (Kinsey Millhone)
    - Dead Irish di John Lescroart
    - The Desert Look di Bernard Schopen
    - Un caso esplosivo (Polo's Wild Card) di Jerry Kennealy (Nick Polo)
    - Povera Butterfly (Poor Butterfly) di Stuart M. Kaminsky (Toby Peters)
    - L'ultimo della lista (A Ticket to the Boneyard) di Lawrence Block (Matt Scudder)

  - Miglior romanzo tascabile originale: Rafferty: Fatal Sisters di W. Glenn Duncan (Rafferty)
    - Made in Detroit di Rob Kantner (Ben Perkins)
    - Bimbo Heaven di Marvin H. Albert
    - The Blue Room di Monroe Thompson
    - The Queen's Mare di John Birkett

  - Miglior opera prima: Il diavolo in blu (Devil in a Blue Dress) di Walter Mosley (Easy Rawlins)
    - Body Scissors di Jerome Doolittle
    - Kindred Crimes di Janet Dawson (Jeri Howard)
    - The Stone Veil di Ronald Tierney

  - Premio alla carriera: Roy Huggins
- 1992
  - Miglior romanzo in edizione rilegata: Stolen Away di Max Allan Collins (Nate Heller)
    - La perdizione (Dance at the Slaughterhouse) di Lawrence Block (Matt Scudder)
    - Where Echoes Live di Marcia Muller (Sharon McCone)
    - A Fistful of Empty di Benjamin Schutz (Leo Haggerty)
    - Second Chance di Jonathan Valin (Harry Stoner)

  - Miglior romanzo tascabile originale: Cool Blue Tomb di Paul Kemprecos
    - Black Light di Daniel Hearn
    - House of Cards di Kay Hooper
    - The Thousand Yard Stare di Rob Kantner (Ben Perkins)

  - Miglior opera prima: Suffer Little Children di Thomas Davis (Dave Strickland)
    - The January Corpse di Neil Albert (Dave Garrett)
    - Dead on the Island di Bill Crider
    - Best Performance by a Patsy di Stan Cutler
    - Cool Breeze on the Underground di Don Winslow

  - Premio alla carriera: Joseph Hansen
- 1993
  - Miglior romanzo in edizione rilegata: The Man Who was Taller Than God di Harold Adams (Carl Wilcox)
    - Cassandra in Red di Michael Collins (Dan Fortune)
    - La città dorme (Lullaby Town) di Robert Crais (Elvis Cole)
    - Shallow Graves di Jeremiah Healy (John Francis Cuddy)
    - Special Delivery di Jerry Kennealy (Nick Polo)

  - Miglior romanzo tascabile originale: The Last Tango of Delores Delgado di Marele Day (Claudia Valentine)
    - Lay It on the Line di Catherine Dain (Freddie O'Neal)
    - Dirty Money di Mark Davis
    - The Brutal Ballet di Wayne D. Dundee (Joe Hannibal)

  - Miglior opera prima: The Woman Who Married a Bear di John Straley (Cecil Younger)
    - Return Trip Ticket di David C. Hall
    - Switching the Odds di Phyllis Knight
    - La mosca dalle gambe lunghe (The Long-Legged Fly) di James Sallis (Lew Griffin)

  - Premio alla carriera: Marcia Muller
- 1994
  - Miglior romanzo in edizione rilegata: L'ultima telefonata di Holtzmann (The Devil Knows You're Dead) di Lawrence Block (Matt Scudder)
    - Foursome di Jeremiah Healy (John Francis Cuddy)
    - Wolf in the Shadows di Marcia Muller (Sharon McCone)
    - La falena (Moth) di James Sallis (Lew Griffin)
    - The Lies That Bind di Judith Van Gieson (Neil Hamel)

  - Miglior romanzo tascabile originale: Brothers and Sinners di Rodman Philbrick
    - The Half-hearted Detective di Milton Bass
    - A Minyon for the Dead di Richard Fliegel
    - Shadow Games di Edward Gorman
    - Torchtown Boogie di Steven Womack (Harry James Denton)

  - Miglior opera prima: Satan's Lambs di Lynn Hightower (Lena Padget)
    - Brotherly Love di Randye Lordon (Sydney Sloane)
    - By Evil Means di Sandra West Prowell (Phoebe Siegal)

  - Premio alla carriera: Stephen J. Cannell
- 1995
  - Miglior romanzo in edizione rilegata: K come Killer (K is for Killer) di Sue Grafton (Kinsey Millhone)
    - Il club dei 31 (A Long Line of Dead Men) di Lawrence Block (Matt Scudder)
    - Carnal Hours di Max Allan Collins (Nate Heller)
    - The Killing of Monday Brown di Sandra West Prowell (Phoebe Siegal)
    - The Lake Effect di Les Roberts

  - Miglior romanzo tascabile originale: Served Cold di Ed Goldberg (Lenny Schneider)
    - Double Plot di Leo Axler
    - Lament for a Dead Cowboy di Catherine Dain (Freddie O'Neal)
    - Dead Ahead di Bridget Mckenna (Caley Burke)
    - Deadly Devotion di Patricia Wallace

  - Miglior opera prima: Un drink prima di uccidere (A Drink Before the War) di Dennis Lehane (Patrick Kenzie & Angela Gennaro)
    - The Heaven Stone di David Daniel (Alex Rasmussen)
    - Tutto per denaro (One for the Money) di Janet Evanovich (Stephanie Plum)
    - The Fall-down Artist di Thomas Lipinski (Carroll Dorsey)
    - When Death Comes Stealing di Valerie Wilson Wesley (Tamara Hayle)

  - Premio alla carriera: John Lutz e Robert B. Parker
- 1996
  - Miglior romanzo in edizione rilegata: L'assistente cinese (Concourse) di S.J. Rozan (Lydia Chin e Bill Smith)
    - The Vanishing Smile di Earl Emerson (Thomas Black)
    - Purosangue (Come To Grief) di Dick Francis (Sid Halley)
    - Movie di Parnell Hall (Stanley Hastings)
    - Sorriso di ghiaccio (The Neon Smile) di Dick Lochte (Terry Manion)

  - Miglior romanzo tascabile originale: La caduta dell'angelo (Native Angels) di William Jaspersohn (Peter Boone)
    - Zero Tolerance di J.D. Knight
    - Interview with Mattie di Shelley Singer (Barrett Lake)
    - Charged with Guilt di Gloria White (Ronnie Ventana)
    - Way Past Dead di Steven Womack (Harry James Denton)

  - Miglior opera prima: La cerimonia (The Innocents) di Richard Barre (Wil Hardesty)
    - Who in Hell Is Wanda Fuca? di G.M. Ford (Leo Waterman)
    - If Looks Could Kill di Ruthe Furie (Fran Kirk)
    - Penance di David Housewright (Holland Taylor)
    - The Harry Chronicles di Allan Pedrazas (Harry Rice)
- 1997
  - Miglior romanzo in edizione rilegata: La prova (Sunset Express) di Robert Crais (Elvis Cole)
    - Damned in Paradise di Max Allan Collins (Nate Heller)
    - Flesh Wounds di Stephen Greenleaf (John Marshall Tanner)
    - Invasion of Privacy di Jeremiah Healy (John Francis Cuddy)
    - Sentinels di Bill Pronzini (Nameless)
    - When Wallflowers Die di Sandra West Prowell (Phoebe Siegal)

  - Miglior romanzo tascabile originale: Fade Away di Harlan Coben (Myron Bolitar)
    - Chain of Fools di Steven Womack (Harry James Denton)
    - Natural Death di Ruthe Fury (Fran Kirk)

  - Miglior opera prima: This Dog for Hire di Carol Lea Benjamin (Rachel Alexander)
    - Keeper di Greg Rucka (Atticus Kodiak)
    - The Low End of Nowhere di Michael Stone (Streeter)
    - This Far, No Further di John Wessel (Harding)

  - Premio alla carriera: Stephen Marlowe
- 1998
  - Miglior romanzo in edizione rilegata: Come Back Dead di Terrance Faherty (Scott Elliott)
    - Senza protezione (Indigo Slam) di Robert Crais (Elvis Cole)
    - Deception Pass di Earl Emerson (Thomas Black)
    - Fuga dalla follia (Sacred) di Dennis Lehane (Patrick Kenzie & Angela Gennaro)
    - Down for the Count di Maxine O'Callaghan (Deliah West)
    - No Colder Place di S.J. Rozan (Lydia Chin and Bill Smith)

  - Miglior romanzo tascabile originale: Charm City di Laura Lippman (Tess Monaghan)
    - Back Spin di Harlan Coben (Myron Bolitar)
    - A Whisper of Rage di Tim Hemlin (Neil Marshall)
    - Father Forgive Me di Randye Lordon (Sydney Sloane)
    - Sunset and Santiago di Gloria White (Ronnie Ventana)

  - Miglior opera prima: Big Red Tequilla di Rick Riordan (Tres Navarre)
    - Baltimore Blues di Laura Lippman (Tess Monaghan)
    - Legwork di Katy Munger (Casey Jones)

  - Premio alla carriera: non assegnato
- 1999
  - Miglior romanzo in edizione rilegata: Boobytrap di Bill Pronzini (Nameless)
    - La casa buia (Gone Baby Gone) di Dennis Lehane (Patrick Kenzie & Angela Gennaro)
    - No Badge, No Gun di Harold Adams (Carl Wilcox)
    - Flying Blind di Max Allan Collins (Nate Heller)
    - The Only Good Lawyer di Jeremiah Healy (John Francis Cuddy)

  - Miglior romanzo tascabile originale: Murder Manual di Steve Womack (Harry James Denton)
    - Too Easy di Philip Depoy (Flap Tucker)
    - Il macellaio di Butchers Hill (Butcher's Hill) di Laura Lippman (Tess Monaghan)
    - The Widower's Two-Step di Rick Riordan (Tres Navarre)
    - Death in a City of Mystics di Janice Steinberg

  - Miglior opera prima: Un freddo giorno in paradiso (A Cold Day in Paradise) di Steve Hamilton (Alex McKnight)
    - Like a Hole in the Head di Jen Banbury
    - Dead Low Tide di Jamie Katz (Dan Kardon)
    - Zen and the Art of Murder di Elizabeth Cosin (Zen Moses)

  - Premio alla carriera: Maxine O'Callaghan

### Anni 2000-2009
- 2000
  - Miglior romanzo in edizione rilegata: La lingua del fuoco (California Fire and Life) di Don Winslow (Jack Wade)
    - L.A. Killer (L.A. Requiem) di Robert Crais (Elvis Cole)
    - Lo schermo buio (Monster) di Jonathan Kellerman (Alex Delaware))
    - Pioggia nera (Prayers for Rain) di Dennis Lehane (Patrick Kenzie & Angela Gennaro)
    - Stone Quarry di S.J. Rozan (Lydia Chin e Bill Smith)

  - Miglior romanzo tascabile originale: In Big Trouble di Laura Lippman (Tess Monaghan)
    - Deadbeat di Leo Atkins (Connor Gibbs)
    - Fulton County Blues di Ruth Birmingham (Sunny Childs)
    - The Last Song Dogs di Sinclair Browning (Trade Ellis)
    - Steel City Confessions di Thomas Lipinski (Carroll Dorsey)

  - Miglior opera prima: Tutto ciò che muore (Every Dead Thing) di John Connolly (Charlie Parker)
    - East of A di Russell Atwood (Payton Sherwood)
    - The Immortal Game di Mark Coggins (August Riordan)
    - Maximum Insecurity di P.J. Grady (Matty Madrid)
    - The Answer Man di Roy Johansen (Ken Parker)

  - Premio alla carriera: Edward D. Hoch
- 2001
  - Miglior romanzo in edizione rilegata: Havana Heat di Carolina Garcia-Aguilera (Lupe Solano)
    - A Smile on the Face of the Tiger di Loren Estleman (Amos Walker)
    - The Deader the Better di G. M. Ford (Leo Waterman)
    - Ellipsis di Stephen Greenleaf (John Marshall Tanner)
    - Listen to the Silence di Marcia Muller (Sharon McCone)

  - Miglior romanzo tascabile originale: Death in the Steel City di Thomas Lipinski (Carroll Dorsey)
    - The Blazing Tree di Mary Jo Adamson (Michael Merrick)
    - The Sporting Club di Sinclair Browning (Trade Ellis)
    - The Hindenburg Murders di Max Allan Collins
    - Bad to the Bone di Katy Munger (Casey Jones)
    - Dirty Money di Steven Womack (Harry James Denton)

  - Miglior opera prima: Street Level di Bob Truluck (Duncan Sloan)
    - Brigham's Day di John Gates (Brigham Bybee)
    - The Heir Hunter di Chris Larsgaard (Nick Merchant)
    - Resurrection Angel di William Mize (Monty Crocetti e Denton Ward)
    - Lost Girls di Andrew Pyper (Bartholomew Crane)

  - Premio alla carriera: non assegnato
- 2002
  - Miglior romanzo in edizione rilegata: Reflecting the Sky di S.J. Rozan (Bill Smith e Lydia Chin)
    - Angel in Black di Max Allan Collins (Nate Heller)
    - Ashes of Aries di Martha C. Lawrence (Dr. Elizabeth Chase)
    - The Devil Went Down to Austin di Rick Riordan (Tres Navarre)
    - Cold Water Burning di John Straley (Cecil Younger)

  - Miglior romanzo tascabile originale: Archangel Protocol di Lyda Morehouse (Dierdre McMannus)
    - Ancient Enemy di Robert Westbrook (Howard Moon Deer)
    - Keepers di Janet Lapierre (Patience and Verity Mackellar)

  - Miglior opera prima: Chasing the Devil's Tail di David Fulmer (Valentin St. Cyr)
    - Epitaffio (Epitaph) di James Siegel (William Riskin)
    - Rat City di Curt Colbert (Jake Rossiter)
    - A Witness Above di Andy Straka (Frank Pavlicek)
    - Pilikia Is My Business di Mark Troy (Val Lyon)

  - Premio alla carriera: Lawrence Block
- 2003
  - Miglior romanzo in edizione rilegata: Onda nera (Blackwater Sound) di James W. Hall (Thorn)
    - North of Nowhere di Steve Hamilton (Alex McKnight)
    - The Last Place di Laura Lippman (Tess Monaghan)
    - Angeli neri (Hell to Pay) di George Pelecanos (Derek Strange e Terry Quinn)
    - Winter and Night di S.J. Rozan (Lydia Chin e Bill Smith)

  - Miglior romanzo tascabile originale: The Poisoned Rose di D. Daniel Judson (Declan "Mac" MacManus)
    - Cash Out di Paul Boray (John "Tomb" Tomei)
    - Juicy Watusi di Richard Helms (Pat Gallegher)
    - The Lusitania Murders di Max Allan Collins (S.S. Van Dine, P.I.)
    - Paint It Black di P.J. Parish (Louis Kincaid)

  - Miglior opera prima: The Distance di Eddie Muller (Billy Nichols)
    - Westerfield's Chain di Jack Clark (Nick Acropolis)
    - The Bone Orchard di D. Daniel Judson (Declan "Mac" MacManus)
    - Open and Shut di David Rosenfeld (Andy Carpenter)
    - Private Heat di Robert Bailey (Art Hardin)

  - Premio alla carriera: Sue Grafton
- 2004
  - Miglior romanzo in edizione rilegata: Prima della notte (The Guards) di Ken Bruen (Jack Taylor)
    - Scavenger Hunt di Robert Ferrigno (Jimmy Gage)
    - Blood is the Sky di Steve Hamilton (Alex McKnight)
    - Fatal Flaw di William Lashner (Victor Carl)
    - A Visible Darkness di Jonathon King (Max Freeman)

  - Miglior romanzo tascabile originale: Cold Quarry di Andy Straka (Frank Pavlicek)
    - Thicker Than Water di PJ Parrish (Louis Kincaid)
    - Wet Debt di Richard Helms (Pat Gallegher)
    - Dragonfly Bones di David Cole (Laura Winslow)

  - Miglior opera prima: Black Maps di Peter Spiegelman (John March)
    - Spiked di Mark Arsenault (Eddie Bourque)
    - Lovers Crossing di James C. Mitchell (Roscoe Brinker)

  - Premio alla carriera: Donald Westlake
- 2005
  - Miglior romanzo in edizione rilegata: While I Disappear di Edward Wright (John Ray Horn)
    - Fade to Clear di Leonard Chang (Allen Choice)
    - The Wakeup di Robert Ferrigno (Frank Thorpe)
    - After the Rain di Chuck Logan (Phil Broker)
    - Choke Point di James Mitchell (Roscoe Brinker)

  - Miglior romanzo tascabile originale: Fade to Blonde di Max Phillips (Ray Corson)
    - Call the Devil by His Oldest Name di Sallie Bissell (Cherokee Mary Crow)
    - Shadow of the Dahlia di Jack Bludis (Rick Page)
    - The London Blitz Murders di Max Allan Collins (Agatha Christie)
    - Island of Bones di P. J. Parrish (Louis Kincaid)

  - Miglior opera prima: The Dead di Ingrid Black (Saxon)
    - Little Girl Lost di Richard Aleas (John Blake)
    - The Last Goodbye di Reed Arvin (Jack Hammond)
    - Aspen Pulp di Patrick Hasburgh (Jake Wheeler)
    - Some Danger Involved di Will Thomas (Thomas Llewelyn e Cyrus Barker)

  - Premio alla carriera: Sara Paretsky
- 2006
  - Miglior romanzo in edizione rilegata: Avvocato di difesa (The Lincoln Lawyer) di Michael Connelly (Mickey Haller)
    - Oblivion di Peter Abrahams (Nick Petrov)
    - L.A. Tattoo (The Forgotten Man) di Robert Crais (Elvis Cole)
    - In a Teapot di Terence Faherty (Scott Elliott)
    - The Man with the Iron-On Badge di Lee Goldberg (Harvey Mapes)
    - Cinnamon Kiss di Walter Mosley (Easy Rawlins)

  - Miglior romanzo tascabile originale: The James Deans di Reed Farrell Coleman (Moe Prager)
    - Falling Down di David Cole (Laura Winslow)
    - Deadlocked di Joel Goldman (Lou Mason)
    - Cordite Wine di Richard Helms (Eamon Gold)
    - A Killing Rain di PJ Parrish (Louis Kincaid)

  - Miglior opera prima: Forcing Amaryllis di Louise Ure (Calla Gentry)
    - Blood Ties di Lori G. Armstrong (Julie Collins)
    - Still River di Harry Hunsicker (Lee Henry Oswald)
    - The Devil's Right Hand di J. D. Rhoades (Jack Keller)

  - Premio alla carriera: Max Allan Collins
- 2007
  - Miglior romanzo in edizione rilegata: The Dramatist di Ken Bruen (Jack Taylor)
    - The Darkest Place di Daniel Judson (Reggie Clay)
    - The Do-Re-Me di Ken Kuhlken (Clifford and Tom Hickey)
    - Vanishing Point di Marcia Muller (Sharon McCone)
    - Days of Rage di Kris Nelscott (Smokey Dalton)

  - Miglior romanzo tascabile originale: An Unquiet Grave di P.J. Parrish (Louis Kincaid)
    - Hallowed Ground di Lori G. Armstrong (Julie Collins)
    - The Prop di Pete Hautman (Peeky Kane)
    - Morti scomodi (Muertos incómodos) di Paco Ignacio Taibo II e Subcomandante Marcos (Hector Belascoaran Shayne)
    - Crooked di Brian M. Wiprud (Nicholas Palihnic)

  - Miglior opera prima: The Wrong Kind of Blood di Declan Hughes (Ed Loy)
    - Lost Angel di Mike Doogan (Nik Kane)
    - A Safe Place for Dying di Jack Fredrickson (Dek Elstrom)
    - Holmes on the Range di Steve Hockensmith (Gustav "Old Red" Amlingmeyer)
    - 18 Seconds di George D. Shuman (Sherry Moore)

  - Premio alla carriera: Stuart M. Kaminsky
- 2008
  - Miglior romanzo in edizione rilegata: Soul Patch di Reed Farrel Coleman (Moe Prager)
    - Head Games di Thomas B. Cavanagh (Mike Garrity)
    - The Color of Blood di Declan Hughes (Ed Loy)
    - A Welcome Grave di Michael Koryta (Lincoln Perry)
    - A Killer's Kiss di William Lashner (Victor Carl)

  - Miglior romanzo tascabile originale: Songs of Innocence di Richard Aleas (John Blake)
    - Exit Strategy di Kelley Armstrong (Nadia Stafford)
    - Stone Rain di Linwood Barclay (Zack Walker)
    - Deadly Beloved di Max Allan Collins (Ms. Tree)
    - Blood of Paradise di David Corbett (Jude McManus)

  - Miglior opera prima: Big City, Bad Blood di Sean Chercover (Ray Dudgeon)
    - The Cleaner di Brett Battles (Jonathan Quinn)
    - Keep It Real di Bill Bryan (Ted Collins)
    - When One Man Dies di Dave White (Jackson Donne)
    - The Last Striptease di Michael Wiley (Joe Kozmarski)

  - Premio alla carriera: non assegnato
- 2009
  - Miglior romanzo in edizione rilegata: Empty Ever After di Reed Farrel Coleman (Moe Prager)
    - Salvation Boulevard di Larry Beinhart (Carl Van Wagener)
    - The Blue Door di David Fulmer (Eddie Cero)
    - The Price of Blood di Declan Hughes (Ed Loy)
    - The Ancient Rain di Domenic Stansberry (Dante Mancuso)

  - Miglior romanzo tascabile originale: Snow Blind di Lori Armstrong (Julie Collins)
    - Shot Girl di Karen Olson (Annie Seymour)
    - The Stolen di Jason Pinter (Henry Parker)
    - The Black Hand di Will Thomas (Cyrus Barker e Thomas Llewelyn)
    - The Evil That Men Do di Dave White (Jackson Donne)

  - Miglior opera prima: In the Heat di Ian Vasquez (Miles Young)
    - Stalking Susan di Julie Kramer (Riley Spartz)
    - Swann's Last Song di Charles Salzberg (Henry Swann)
    - The Eye of Jade di Diane Wei Liang (Mei Wang)
    - Veil of Lies di Jeri Westerson (Crispin Guest)

  - Premio alla carriera: Robert J. Randisi

### Anni 2010-2019
- 2010
  - Miglior romanzo in edizione rilegata: Locked in di Marcia Muller (Sharon McCone)
- 2011
  - Miglior romanzo in edizione rilegata: No Mercy di Lori Armstrong (Mercy Gunderson)
- 2012
  - Miglior romanzo in edizione rilegata: A Bad Night's Sleep di Michael Wiley (Joe Kozmarski)
- 2013
  - Miglior romanzo in edizione rilegata: Deserto di sangue (Taken) di Robert Crais (Elvis Cole)
- 2014
  - Miglior romanzo in edizione rilegata: The Good Cop di Brad Parks (Carter Ross)
- 2015
  - Miglior romanzo in edizione rilegata: Hounded di David Rosenfelt (Andy Carpenter)
- 2016
  - Miglior romanzo in edizione rilegata: Brutality di Ingrid Thoft (Fina Ludlow)
- 2017
  - Miglior romanzo in edizione rilegata: Where It Hurts di Reed Farrel Coleman (Gus Murphy)
- 2018
  - Miglior romanzo in edizione rilegata: The Room of White Fire  di T. Jefferson Parker (Roland Ford)
- 2019
  - Miglior romanzo in edizione rilegata: What You Want to See di Kristen Lepionka (Roxane Weary)

### Anni 2020-2029
- 2020
  - Miglior romanzo in edizione rilegata: Lost Tomorrows di Matt Coyle (Rick Cahill)
- 2021
  - Miglior romanzo in edizione rilegata: Blind Vigil di Matt Coyle (Rick Cahill)
- 2022
  - Miglior romanzo in edizione rilegata: Family Business di S. J. Rozan (Lydia Chin e Bill Smith)
- 2023
  - Miglior romanzo in edizione rilegata: The Wheel of Doll di Jonathan Ames (Happy Doll)